# Мизия (город)
Мизия (болг. Мизия) — город в Болгарии на берегу реки Скыт.
Находится в Врачанской области, входит в общину Мизия. Население составляет 2734 человека (2022).

## Политическая ситуация
Кмет (мэр) общины Мизия — Виолин Иванов Крушовенски (Национальное движение «Симеон Второй» (НДСВ)) по результатам выборов в правление общины.